# Carla Simón
Carla Simón Pipó (Barcellona, 22 dicembre 1986) è una regista e sceneggiatrice spagnola.
Il suo secondo lungometraggio, Alcarràs - L'ultimo raccolto, ha vinto l'Orso d'oro alla settantaduesima edizione della Berlinale diventando il primo film in lingua catalana a ricevere tale premio

## Filmografia

### Regista

#### Cinema
- Estate 1993 (Estiu 1993) (2017)
- Alcarràs - L'ultimo raccolto (Alcarràs) (2022)
- Romería (2025)

#### Televisione
- Escenario 0 - serie TV, episodio 1x05 (2020)

#### Cortometraggi
- Women (2009)
- Lovers (2010)
- Born Positive (2012)
- Lipstick (2013)
- Las pequeñas cosas (2015)
- Llacunes (2016)
- Después también (2019)
- Correspondencia (2020)
- Carta a mi madre para mi hijo (2022)

### Sceneggiatrice

#### Cinema
- Estate 1993 (Estiu 1993), regia di Carla Simón (2017)
- Alcarràs - L'ultimo raccolto (Alcarràs), regia di Carla Simón (2022)
- Romería, regia di Carla Simón (2025)

#### Cortometraggi
- Women, regia di Carla Simón (2009)
- Lovers, regia di Carla Simón (2010)
- Born Positive, regia di Carla Simón (2012)
- Lipstick, regia di Carla Simón (2013)
- Las pequeñas cosas, regia di Carla Simón (2015)
- Llacunes, regia di Carla Simón (2016)
- Después también, regia di Carla Simón (2019)
- Correspondencia, regia di Carla Simón (2020)
- Carta a mi madre para mi hijo, regia di Carla Simón (2022)

### Produttrice

#### Cinema
- Alcarràs - L'ultimo raccolto (Alcarràs), regia di Carla Simón (2022)

#### Cortometraggi
- Women, regia di Carla Simón (2009)
- Lovers, regia di Carla Simón (2010)
- The Mentor, regia di Sandra Tabet (2013)
- Correspondencia, regia di Carla Simón (2020)

### Attrice
- Carta a mi madre para mi hijo, regia di Carla Simón (2022)

## Riconoscimenti
- Festival di Berlino
  - 2017 – Migliore opera prima per Estate 1993
  - 2017 – In concorso (Orso di cristallo) con Estate 1993
  - 2022 – Orso d'oro per Alcarràs - L'ultimo raccolto
- Festival di Cannes
  - 2018 – Premio Kering «Women in Motion Young Talent»[3]
  - 2025 – In concorso (Palma d'oro) con Romería
- Premio Goya
  - 2018 – Candidatura alla miglior sceneggiatura originale per Estate 1993
  - 2018 – Miglior regista esordiente per Estate 1993
  - 2023 – Candidatura alla miglior regista per Alcarràs - L'ultimo raccolto
  - 2023 – Candidatura alla miglior sceneggiatura originale per Alcarràs - L'ultimo raccolto
- Premio Gaudí
  - 2018 – Miglior regista per Estate 1993
  - 2018 – Miglior sceneggiatura per Estate 1993
  - 2020 – Candidatura al miglior cortometraggio per Después también
  - 2023 – Candidatura alla miglior regista per Alcarràs - L'ultimo raccolto
  - 2023 – Candidatura alla miglior sceneggiatura originale per Alcarràs - L'ultimo raccolto